# Boarmia eudela
Boarmia eudela är en fjärilsart som beskrevs av Turner 1917. Boarmia eudela ingår i släktet Boarmia och familjen mätare. Inga underarter finns listade i Catalogue of Life.